# Targanice
Targanice ist eine Ortschaft der Gemeinde Andrychów im Powiat Wadowicki der Woiwodschaft Kleinpolen, Polen.

## Geographie
Targanice liegt unter den Kleinen Beskiden (Beskid Mały) am Fluss Targaniczanka.
Das Dorf besteht aus drei Schulzenämtern:
- Targanice: Targanice Górne,
- Brzezinka: größeres Teil von Targanice Dolne,
- Sułkowice: kleineres Teil von Targanice Dolne neben der Stadt Andrychów.

Nachbarorte sind die Stadt Andrychów im Norden, Sułkowice im Nordosten, Kocierz Rychwałdzki im Süden, Brzezinka im Westen und Roczyny im Nordwesten.

## Geschichte
Der Ort entstand im 16. Jahrhundert auf dem Grund des Dorfes Wieprz und bildete eine Gesamtheit mit dem Dorf Sułkowice, das der Adelsfamilie Gierałtowscy gehörte. Der Name des Dorfes stammt vom Wort targanie, d. h. Raufen. Sträucher und Bäume wurden hier gerauft, um den Grund für eine Ansiedlung vorzubereiten.
Bei der Ersten Teilung Polens kam Targanice 1772 zum neuen Königreich Galizien und Lodomerien des habsburgischen Kaiserreichs (ab 1804). Im Jahre 1790 starb Stanisław Ankwicz und das Dorf wurde von Sułkowice getrennt.
1918, nach dem Ende des Ersten Weltkriegs und dem Zusammenbruch der k.u.k. Monarchie, kam Targanice zu Polen. Unterbrochen wurde dies während der Besetzung Polens durch die Wehrmacht im Zweiten Weltkrieg. Es gehörte dann zum Landkreis Bielitz im Regierungsbezirk Kattowitz in der Provinz Schlesien (seit 1941 Provinz Oberschlesien).
Von 1975 bis 1998 gehörte Targanice zur Woiwodschaft Bielsko-Biała.

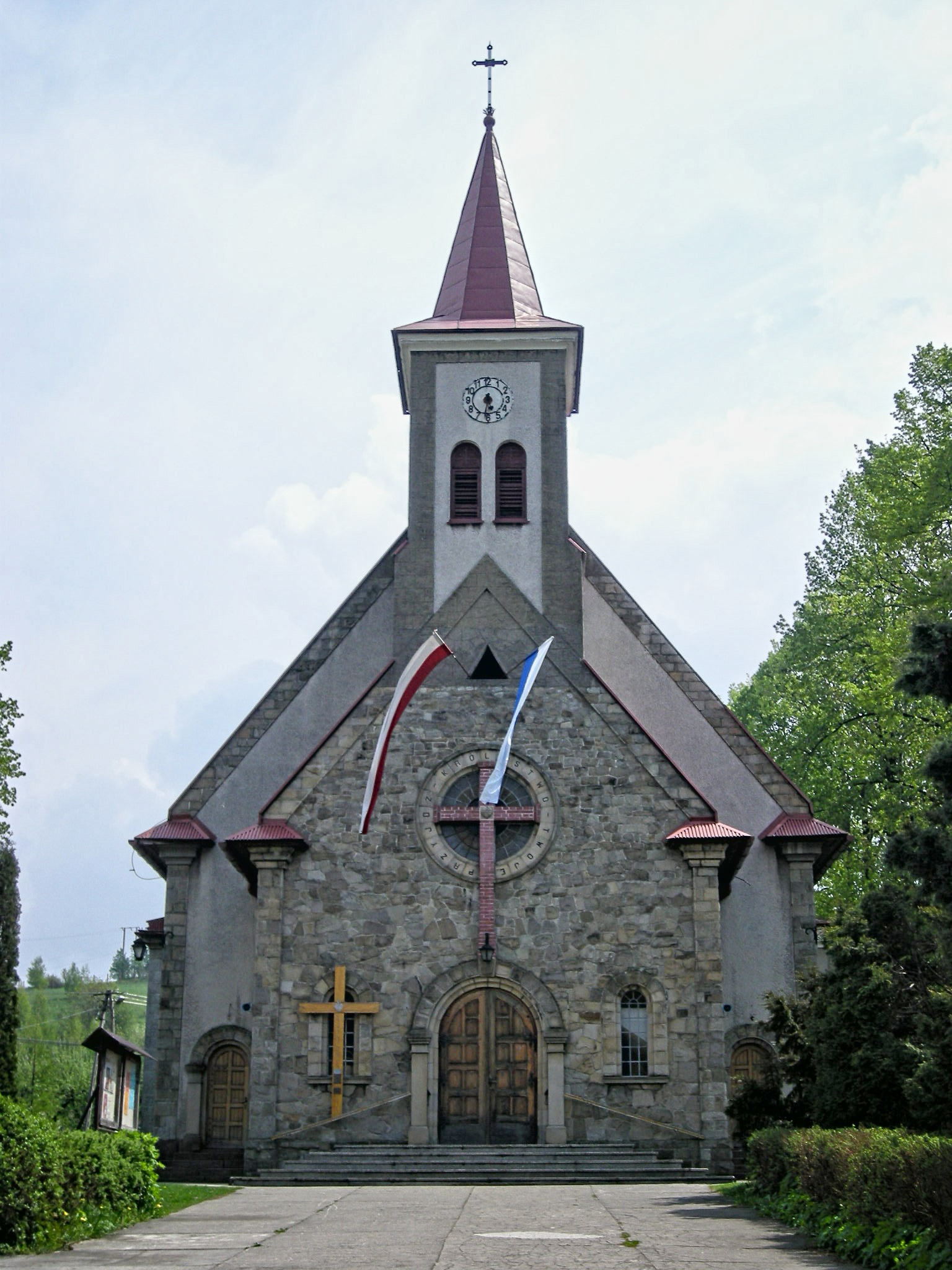
Römisch-katholische Kirche

Im Jahre 1966 wurde die römisch-katholische Pfarrei errichtet.